# Chaîne de l'Albula
Pour les articles homonymes, voir Albula.
La chaîne de l'Albula est un massif des Alpes orientales centrales. Il s'élève intégralement en Suisse (canton des Grisons). Il tient son nom d'une rivière qui prend sa source au sein du massif et qui s'écoule en direction du nord-ouest.
Il appartient aux Alpes rhétiques.
Le Piz Kesch est le point culminant du massif.

## Géographie

### Situation

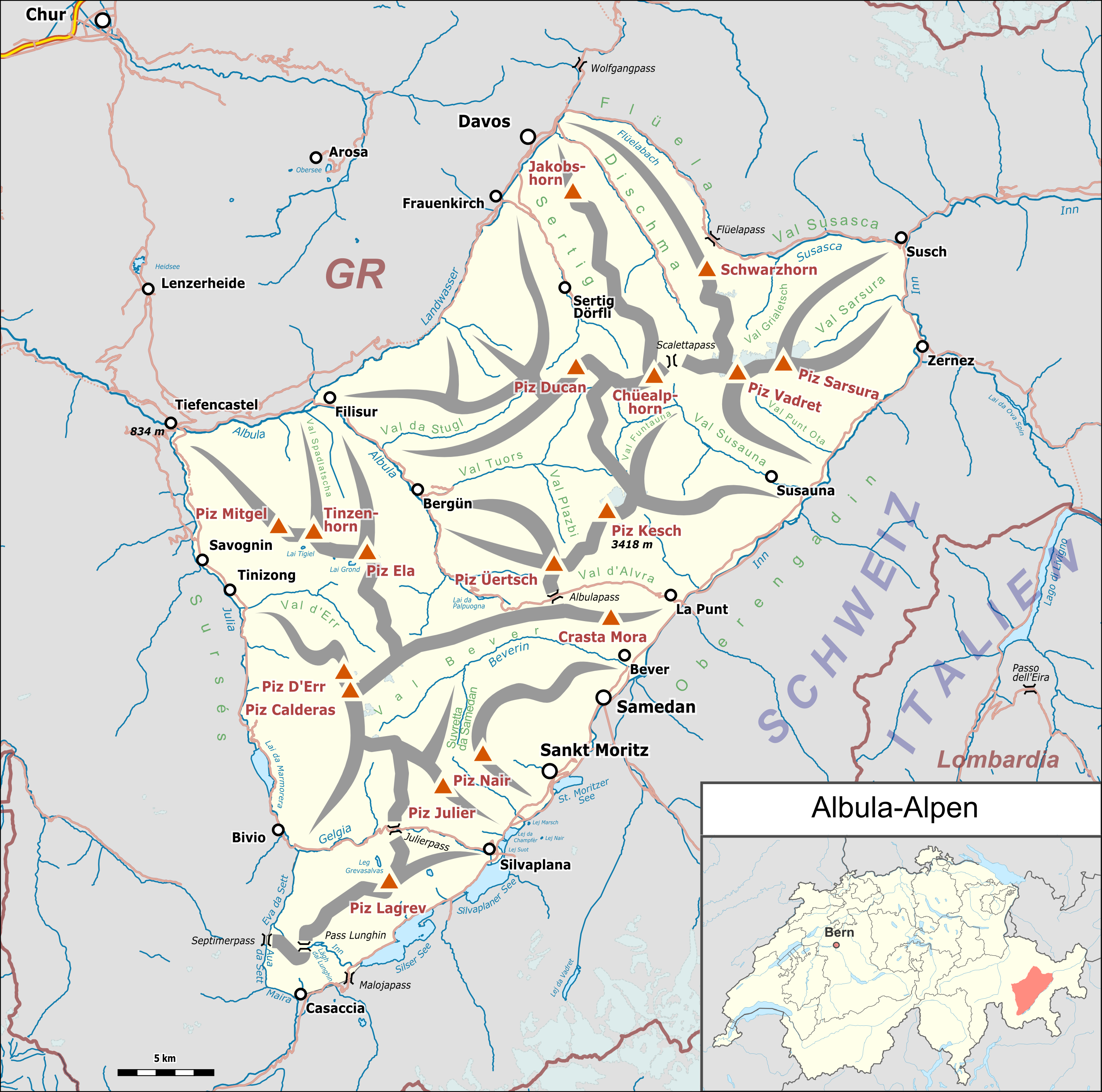
Carte de la chaîne de l'Albula.

Le massif se situe au nord-ouest de la Haute-Engadine et est entouré par le massif de Silvretta au nord-est, la chaîne de Sesvenna à l'est, la chaîne de Livigno au sud-est, la chaîne de la Bernina au sud, la chaîne de l'Oberhalbstein à l'ouest et la chaîne de Plessur au nord-ouest.

### Sommets principaux

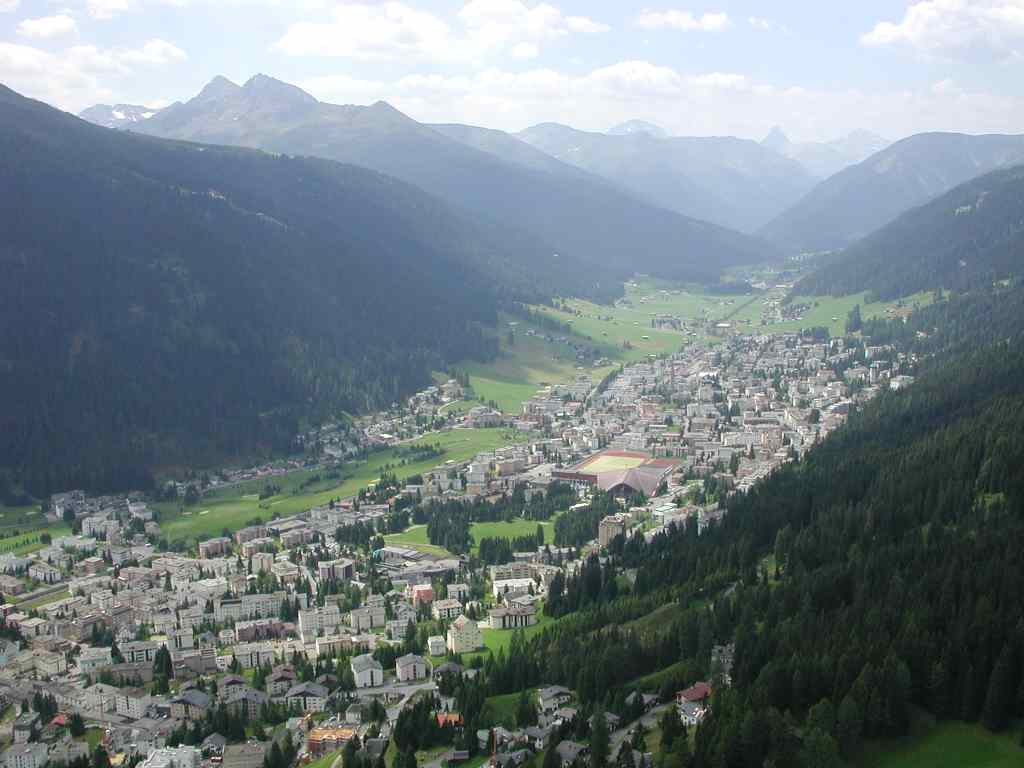
Davos et la chaîne de l'Albula (à gauche).

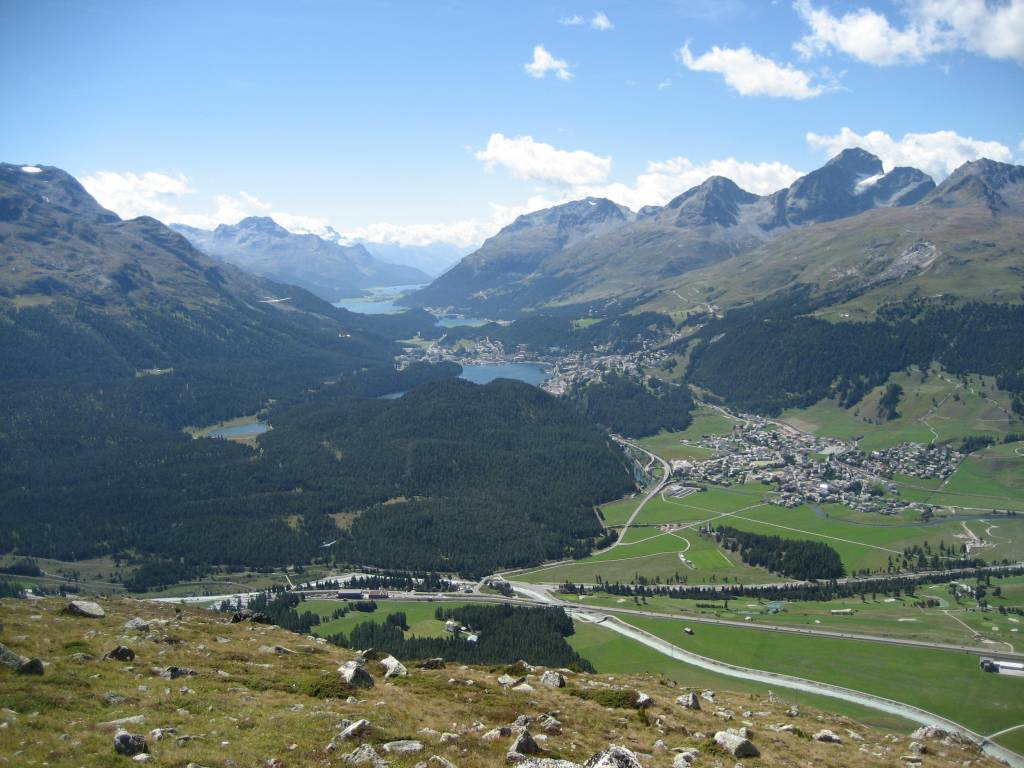
Celerina, Saint-Moritz et la chaîne de l'Albula (à droite).

- Piz Kesch, 3 418 m
- Piz Calderas, 3 397 m
- Piz Julier, 3 380 m
- Piz d'Err, 3 378 m
- Piz Ela, 3 339 m
- Piz Picuogl, 3 333 m
- Piz Uertsch, 3 268 m
- Piz Jenatsch, 3 251 m
- Piz Ot, 3 247 m
- Piz Vadret, 3 226 m
- Piz Bever, 3 230 m
- Piz d'Agnel, 3 205 m
- Piz Surgonda, 3 195 m
- Piz Sarsura, 3 177 m
- Corn da Tinizong, 3 172 m
- Piz Val Müra, 3 162 m
- Piz Mitgel, 3 159 m
- Piz Saluver, 3 159 m
- Flüela Schwarzhorn, 3 145 m
- Piz Grialetsch, 3 131 m
- Piz Bleis Marsha, 3 128 m
- Piz Albana, 3 098 m
- Chüealphorn, 3 078 m
- Corn Suvretta, 3 072 m
- Hoch Ducan, 3 063 m
- Piz Bial, 3 061 m
- Piz Nair, 3 055 m
- Piz Viluoch, 3 042 m
- Piz Arpschella, 3 032 m
- Piz Polaschin, 3 012 m
- Alplihorn, 3 006 m

### Autre sommet
- Piz Campagnung, 2 825 m

## Activités

### Stations de sports d'hiver
- Bergün/Bravuogn
- Celerina/Schlarigna
- Davos
- Saint-Moritz